# Hatsalatladi
Hatsalatladi è un villaggio del Botswana situato nel distretto di Kweneng, sottodistretto di Kweneng East. Il villaggio, secondo il censimento del 2011, conta 726 abitanti.

## Località
Nel territorio del villaggio sono presenti le seguenti 23 località:
- Bontane di 16 abitanti,
- Dikuteng di 19 abitanti,
- Kgolomadue di 9 abitanti,
- Lejwane di 36 abitanti,
- Lepesekae di 17 abitanti,
- Letlhatshane di 31 abitanti,
- Mahibitswane di 45 abitanti,
- Maologane/Ganthiba di 54 abitanti,
- Moamogwa di 119 abitanti,
- Mogobetwane di 48 abitanti,
- Mohoke di 33 abitanti,
- Moleleme di 80 abitanti,
- Moselele di 120 abitanti,
- Mosoba,
- Nakalatlou di 7 abitanti,
- Nakalebe,
- Phethekga di 21 abitanti,
- Poloka di 26 abitanti,
- Rammalanyane di 23 abitanti,
- Rammopudu di 13 abitanti,
- Rasegwagwa di 93 abitanti,
- Tlhale di 34 abitanti,
- Zanazara di 18 abitanti